# Emphreus adlbaueri
Emphreus adlbaueri är en skalbaggsart som beskrevs av Teocchi och Henri L. Sudre 2009. Emphreus adlbaueri ingår i släktet Emphreus och familjen långhorningar. Inga underarter finns listade i Catalogue of Life.